# Pauahiana lineata
Pauahiana lineata är en stekelart som beskrevs av Yoshimoto 1965. Pauahiana lineata ingår i släktet Pauahiana och familjen finglanssteklar. Inga underarter finns listade i Catalogue of Life.